# Stade Georges-Bayrou
 (octobre 2024).
Si vous disposez d'ouvrages ou d'articles de référence ou si vous connaissez des sites web de qualité traitant du thème abordé ici, merci de compléter l'article en donnant les références utiles à sa vérifiabilité et en les liant à la section « Notes et références ».
Le stade Georges-Bayrou est un stade de football situé à Sète en France.
Il tient son nom du président du FC Sète, Georges Bayrou. Il accueille parfois des matchs de rugby du RC Sète.

## Histoire
Cette enceinte est l'antre du mythique FC Sète de la grande époque avant la chute dans les années 1960. Il remplace en 1920 les premiers stades destinés au football dans le port languedocien, à savoir le Champ de Manœuvres et le stade des Casernes. À la fin des années 1990, le stade Louis-Michel voit le jour à quelques mètres, et le club phare de la ville décide de quitter son stade historique.
C'est désormais le deuxième club de la ville, le Pointe-Courte de Sète qui évolue dans le stade Georges-Bayrou.